# Erzwungene Schwingung

Drei identische Pendel bei verschiedenen Anregungsfrequenzen

Die erzwungene Schwingung ist die Bewegung, die ein schwingungsfähiges System (Oszillator) während einer zeitabhängigen äußeren Anregung ausführt. Ist die Anregung periodisch, geht die erzwungene Schwingung nach einem Einschwingvorgang allmählich in die stationäre erzwungene Schwingung über. Bei der stationären erzwungenen Schwingung vollführt der Oszillator eine periodische Schwingung, deren Frequenz, unabhängig von seiner Eigenfrequenz, nur durch die äußere Anregung gegeben ist. Dabei schwingt der Oszillator mit einer zeitlich konstanten Amplitude, die besonders große Werte hat, wenn der Oszillator nur schwach gedämpft ist und die Anregungsfrequenz in der Nähe seiner Eigenfrequenz liegt (siehe Resonanz).
Erzwungene Schwingungen treten in vielen Bereichen des Alltags auf. In der Physik und Technik werden insbesondere erzwungene harmonische Schwingungen vielfach als Modell für die Reaktion eines Systems auf äußeren Einwirkungen genutzt. In der Mechanik erfolgt die Anregung typischerweise durch eine periodische Kraft auf einen Körper oder eine periodische Verschiebung seiner Ruhelage, in der Elektrotechnik und Elektronik durch eine Wechselspannung oder einen Wechselstrom, in der Optik und der Quantenphysik durch eine Elektromagnetische Welle, in der Quantenphysik auch durch eine Materiewelle.
Eine parametererregte Schwingung ist keine erzwungene Schwingung, da die Anregung nicht durch äußere Einwirkung, sondern durch Änderung von systemeigenen Parametern wie der Eigenfrequenz oder Lage des Schwerpunkts geschieht.

## Beispiele aus der Mechanik
Die Gezeiten regen die Wassermassen in Meeresbuchten zu erzwungenen Schwingungen an. Bei geeigneter Gesamtlänge der Bucht kann die Amplitude von Ebbe und Flut besonders hoch werden, wie in der Bay of Fundy.

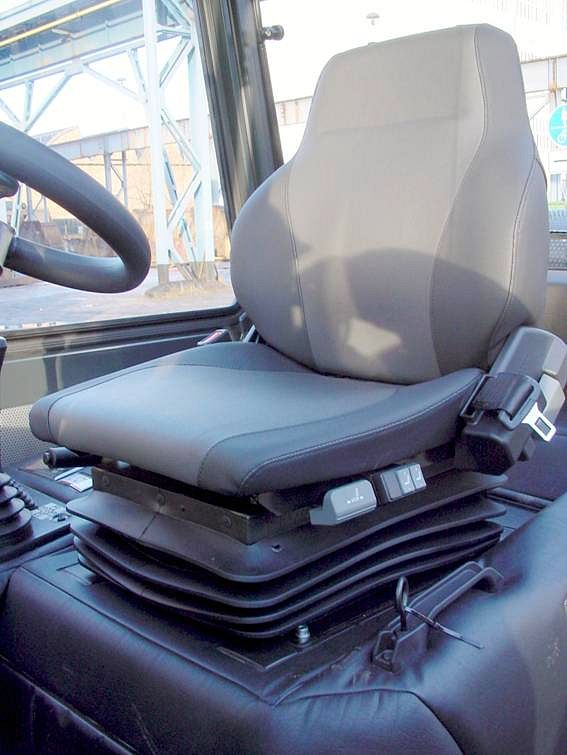
Ein luftgefederter Schwingsitz dämpft die Vibrationen eines Gabelstaplers

Wenn rotierende Maschinenteile nicht sorgfältig ausgewuchtet sind, führt das immer zu einer sogenannten kritischen Drehzahl, bei der die Kräfte das schwingungsfähige Gesamtsystem (Feder-Masse-System, bestehend aus Rotormasse und Welle oder aus Gesamtmasse und Aufhängung/Fundament) zu Resonanz anregen. Das ist bei der Rüttelplatte erwünscht, muss aber beim Automotor oder elektrischen Generator vermieden werden.
Die Fahrzeugführer von Erdbaumaschinen oder Gabelstaplern sind – abgesehen vom Lärm – stundenlang erzwungenen Schwingungen ausgesetzt, die zur Berufskrankheit führen können.
Wenn das Trommelfell eines Ohrs durch die Schallwellen nicht zu erzwungenen Schwingungen angeregt würde, gäbe es kein Hörvermögen. Vergleichbares gilt für viele Sinnesorgane der Tiere.
Unebenheiten der Fahrbahn regen darüberfahrende, gefederte Autos zu erzwungenen Schwingungen an, die – falls sie nicht durch Stoßdämpfer in kürzester Zeit gedämpft werden – die Lenk- und Bremsfähigkeit drastisch vermindern.
Hochhäuser werden durch Erdbebenwellen zu erzwungenen Schwingungen angeregt, die ohne Schwingungstilger zum Einsturz führen können.

## Beispiele aus der Elektrotechnik

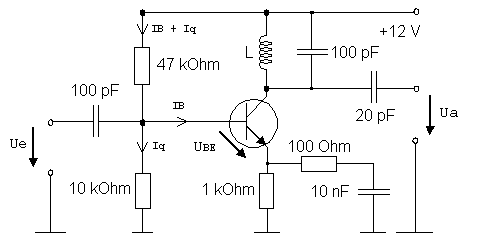
Anregung von Harmonischen in einem selektiven Verstärker

In Filterschaltungen wird eine Kombination von Spulen und Kondensatoren, manchmal auch Widerständen und Quarzen, durch ein Gemisch aus elektrischen Wechselspannungen, das beispielsweise durch eine Antenne erzeugt wird, zu erzwungenen Schwingungen angeregt. Die Amplitude am Ausgang des Filters hängt stark von der Frequenz ab. Ohne Filter wären Funkgeräte wie Fernseher oder Radio unmöglich, weil sich sonst die einzelnen Programme nicht voneinander trennen ließen.
Wird der Eingang (links im Bild) der nebenstehenden Schaltung mit Wechselspannung der Frequenz 2 MHz und ausreichend hoher Amplitude gespeist, fließen durch den Transistor kurze Stromimpulse dieser Frequenz. Diese enthalten sehr viele Oberschwingungen, deren Frequenzen gemäß den Gesetzen der Fourierreihe stets ganzzahlige Vielfache der Grundfrequenz sind. In diesem Beispiel enthält der Kollektorstrom Anteile von 4 MHz, 6 MHz, 8 MHz usw. Ein Schwingkreis, dessen Resonanzfrequenz durch geeignete Wahl von L und C auf eine dieser Frequenzen abgestimmt ist, wird durch die Stromimpulse zu erzwungenen Schwingungen angeregt. Die Schaltung wird als Frequenzvervielfacher bezeichnet und erlaubt in einem Spektrumanalysator die Erzeugung höchster Frequenzen.
Der von einer Sendeanlage erzeugte Wechselstrom regt die Elektronen in den Drähten einer Sendeantenne zu erzwungenen Schwingungen an. Durch geeignete Wahl der Antennenlänge wird Resonanz erzeugt und die Leistung besonders effektiv abgestrahlt.
Bei Abschirmung elektrotechnischer Geräte werden die Elektronen der Metallhülle zu erzwungenen Schwingungen angeregt und strahlen ihrerseits elektromagnetische Wellen mit exakt gleicher Frequenz und Amplitude, aber gegenphasig ab. Im Innenraum kompensieren sich die Felder.
Bei jeder Art von Lautsprecher wird die Membran durch Wechselstrom (beim elektrodynamischen Lautsprecher) oder Wechselspannung (beim elektrostatischen Lautsprecher) zu erzwungenen Schwingungen angeregt. Dabei sollen Resonanzen vermieden werden, weil diese den Frequenzgang verschlechtern.

## Beispiele aus der Optik
Vom Sonnenlicht werden die Elektronen angestrahlter Oberflächen zu erzwungenen Schwingungen angeregt und strahlen ihrerseits Licht ab. Auf Grund der Oberflächeneigenschaften des Körpers werden die Frequenzen mancher Farben bevorzugt.
Die Chlorophyll-Moleküle von Pflanzen reflektieren bevorzugt grünes Licht, weil die Elektronen bei anderen Frequenzen keine erzwungenen Schwingungen ausführen können. Blaues und rotes Licht wird von Chlorophyll zum Zweck der Photosynthese absorbiert. Eine genauere Beschreibung bedarf der Quantenmechanik.
Das Sonnenlicht regt die Elektronen der Moleküle der Erdatmosphäre zu erzwungenen Schwingungen an, die dann ihrerseits Licht abstrahlen. Hierbei wird das kurzwellige blaue Lichtspektrum etwa 16-mal stärker gestreut als das rote Licht. Deshalb überwiegt die blaue Farbe im Licht unserer Atmosphäre.
Im Mikrowellenherd werden Wassermoleküle durch Hochfrequenzwellen zu Schwingungen (genauer: Umklappen) gezwungen und erwärmen sich infolge gegenseitiger Reibung. Mit gefrorenem Wasser funktioniert das nicht, weil die Moleküle wegen ihrer gegenseitigen Bindung im Kristallgitter nicht umklappen können.

## Erzeugung
Alle schwingenden Systeme unterliegen einer Dämpfung. Sie benötigen für eine dauerhafte Schwingung daher immer einen äußeren Antrieb. Dieser gleicht den Energieverlust durch die Dämpfung aus. Die Dauerschwingung kann erwünscht sein, z. B. zur Tonerzeugung, oder unerwünscht. Durch Schwingungsisolation muss dann die Amplitude des Systems gering gehalten werden.
Oft erfolgt kein dauerhafter Antrieb. Das System wird also nur einmalig (beispielsweise beim Schlagen einer Trommel) oder über einen beschränkten Zeitraum (beispielsweise beim Streichen mit dem Geigenbogen) angeregt. In diesem Fall durchwandert das schwingende System zunächst den sogenannten Einschwingvorgang, um nach dem Ende des Antriebs als gedämpfte Schwingung abzuklingen.

## Erzwungene Schwingung am harmonischen Oszillator
Am harmonischen Oszillator, zum Beispiel einem mechanischen Masse-Feder-Dämpfer-System wie nebenstehend abgebildet, lassen sich die Phänomene am einfachsten studieren.

Masse-, Feder-, Dämpfer-System

 In der Realität sind zwar die meisten Systeme, die Schwingungen ausführen können nur näherungsweise harmonisch, doch zeigen sie alle die Phänomene der erzwungenen Schwingung in zumindest ähnlicher Weise (siehe Anharmonischer Oszillator).

### Bewegungsgleichung
Der homogenen Differentialgleichung für einen linear gedämpften harmonischen Oszillator wird eine externe Kraft {\displaystyle F(t)} hinzugefügt, die auf die Masse einwirkt. Die Gleichung wird dadurch inhomogen.
{\displaystyle m{\ddot {x}}+c{\dot {x}}+kx=F(t).}
Darin bezeichnet {\displaystyle x(t)} die momentane Auslenkung aus der Ruhelage, {\displaystyle m} die Masse des Körpers, {\displaystyle k} die Federkonstante für die rücktreibende Kraft, und {\displaystyle c} die Dämpfungskonstante (s. Abb.).
Ohne äußere Kraft und Dämpfung würde das System mit seiner Eigenkreisfrequenz {\displaystyle \omega _{0}={\sqrt {\frac {k}{m}}}} frei schwingen. In komplexer Schreibweise (mit beliebiger reeller Amplitude {\displaystyle A_{0}} und Phase {\displaystyle \varphi _{0}}) :
{\displaystyle x_{0}(t)=A_{0}e^{-\mathrm {i} (\omega _{0}t-\varphi _{0})}.}
Tritt Dämpfung hinzu, kann das System freie gedämpfte Schwingungen mit der Kreisfrequenz {\displaystyle \omega _{d}={\sqrt {\omega _{0}^{2}-\gamma ^{2}}}} ausführen, deren Amplitude proportional zu {\displaystyle e^{-\gamma t}} abnimmt, worin {\displaystyle \gamma =c/(2m)} ist und {\displaystyle 0<\gamma <\omega _{0}} angenommen wurde:
{\displaystyle x_{d}(t)=A_{0}e^{-\gamma t}e^{-\mathrm {i} (\omega _{d}t-\varphi _{0})}.}
Eine statische konstante Kraft {\displaystyle F(t)=F_{0}} des Erregers hätte eine Verschiebung der Ruhelage um {\displaystyle A_{\text{E}}=F_{0}/k} zur Folge.

### Einschwingvorgang, stationäre Schwingung, allgemeine Lösung
Gegeben sei ein beliebiger Verlauf {\displaystyle F(t)} der Kraft, also nicht notwendig periodisch oder gar sinusförmig. Je nach Anfangsbedingungen wird das System verschiedene Bewegungen ausführen. Seien {\displaystyle x_{1}(t)} und {\displaystyle x_{2}(t)} zwei solcher Bewegungen, also Lösungen derselben Bewegungsgleichung:
{\displaystyle m{\ddot {x}}_{1}+c{\dot {x}}_{1}+kx_{1}=F(t)}
{\displaystyle m{\ddot {x}}_{2}+c{\dot {x}}_{2}+kx_{2}=F(t)}.
Subtrahiert man diese Gleichungen voneinander, ergibt sich wegen der Linearität in {\displaystyle x} und {\displaystyle F}, dass die Differenz der beiden Bewegungen {\displaystyle {\tilde {x}}(t)=x_{2}(t)-x_{1}(t)} die Bewegungsgleichung
{\displaystyle m{\ddot {\tilde {x}}}+c{\dot {\tilde {x}}}+k{\tilde {x}}=0}
erfüllt. {\displaystyle {\tilde {x}}(t)} beschreibt also eine gedämpfte harmonische Schwingung des kräftefreien Oszillators.
Bei Dämpfung {\displaystyle c>0} nähert deren Amplitude sich Null. Daher gehen (bei gegebenem Verlauf von {\displaystyle F(t)}) alle verschiedenen erzwungenen Schwingungen des gedämpften Systems im Laufe der Zeit in eine einzige über. Dieser Prozess heißt Einschwingvorgang, sein Ergebnis ist die stationäre erzwungene Schwingung (im Folgenden mit {\displaystyle X(t)} bezeichnet). Der Einschwingvorgang ist ein je nach Anfangsbedingungen {\displaystyle x(0),\ {\dot {x}}(0)} verschiedener, aber immer irreversibler Prozess. Die stationäre erzwungene Schwingung {\displaystyle X(t)} hat keine „Erinnerung“ daran, aus welchen konkreten Anfangsbedingungen heraus sie entstanden ist.
Die allgemeinste Form der Bewegung ist durch eine Superposition von stationärer Lösung {\displaystyle X(t)} und gedämpfter Eigenschwingung {\displaystyle x_{d}(t)} gegeben:
{\displaystyle x(t)=X(t)+x_{d}(t).}

### Periodische Anregung
Das System wird durch eine sinusförmig periodische Kraft, die auf die Masse wirkt, angeregt. War es vorher in Ruhe, wächst die Amplitude zunächst an und kann, wenn die Erregerfrequenz in der Nähe seiner Eigenfrequenz liegt, größere Werte erreichen als bei konstantem Einwirken der maximalen Kraft (siehe Resonanz). Sofern das Schwingungssystem nicht überlastet wird (Resonanzkatastrophe), geht die Schwingung allmählich in eine harmonische Schwingung mit konstanten Werten für Amplitude, Frequenz und Phasenverschiebung gegenüber der Erregerschwingung über. Dieses Verhalten zeigt sich vollkommen übereinstimmend für jede Art von harmonischem Oszillator. In der Realität sind zwar die meisten Systeme, die Schwingungen ausführen können nur näherungsweise harmonische Oszillatoren, doch zeigen sie alle die Resonanzphänomene in zumindest ähnlicher Weise.
Wenn die Kraft sinusförmig mit der Amplitude {\displaystyle F_{0}} und der Erregerfrequenz {\displaystyle \omega } verläuft, gilt
{\displaystyle F(t)=F_{0}\cdot \sin \omega t}.
Eine Kraft mit anderem Verlauf, auch wenn er nicht periodisch ist, lässt sich durch Addition sinus- (oder cosinus-)förmiger Kräfte verschiedener Erregerfrequenzen darstellen (siehe Fouriertransformation). Wegen der Linearität der Bewegungsgleichung ist die resultierende Bewegung dann die entsprechende Summe der erzwungenen Schwingungen zu jeder einzelnen der vorkommenden Frequenzen. Mathematisch äquivalent ist die Methode der Greenschen Funktion, bei der zunächst die Antwort des Systems auf einen beliebig kurz einwirkenden Kraftstoß (in Form einer Deltafunktion) bestimmt wird, sozusagen auf einen Hammerschlag. Die Antworten auf die Kraftstöße der Stärke {\displaystyle F(t)\,dt} werden dann entsprechend zeitversetzt aufsummiert bzw. integriert.

### Eingeschwungener Zustand bei sinusförmiger Anregung

Amplitudenverhältnis in Abhängigkeit von der Lehrschen Dämpfung, aufgetragen gegen das Frequenzverhältnis. Die Schnittpunkte der gepunkteten Linie mit den Resonanzkurven zeigen die Lage der Resonanzfrequenzen bei.

Bei periodischer Anregung muss der eingeschwungene Zustand eine konstante Amplitude {\displaystyle A} zeigen. Daher genügt für die Rechnung mit komplexen Zahlen der Exponentialansatz {\displaystyle X(t)=Ae^{\lambda t}}, aus dem sich {\displaystyle A} und {\displaystyle \lambda } bestimmen. Für die Kraft ist dabei {\displaystyle F(t)=F_{0}\cdot e^{\mathrm {i} \omega t}} an Stelle von {\displaystyle F(t)=F_{0}\cdot \sin \omega t} einzusetzen, so dass hier der Imaginärteil die physikalische Bedeutung trägt.
Es folgt
{\displaystyle X(t)={\frac {\frac {F_{0}}{m}}{-\omega ^{2}+2\mathrm {i} \gamma \omega +\omega _{0}^{2}}}\,e^{\mathrm {i} \omega t}}
oder umgeformt
{\displaystyle X(t)={\frac {\frac {F_{0}}{m}}{\left|-\omega ^{2}+2\mathrm {i} \gamma \omega +\omega _{0}^{2}\right|}}\,e^{\mathrm {i} (\omega t-\varphi )}.}
Wie bei der Formel für die komplexe Kraft hat hier nur der Imaginärteil direkte physikalische Bedeutung (der Realteil gehört zum Kraftverlauf entsprechend dem Realteil der komplexen Kraft):
{\displaystyle X(t)={\frac {\frac {F_{0}}{m}}{\left|-\omega ^{2}+2\mathrm {i} \gamma \omega +\omega _{0}^{2}\right|}}\,\sin(\omega t-\varphi ).}
Das ist eine harmonische Schwingung um die Ruhelage {\displaystyle x=0} mit der Kreisfrequenz {\displaystyle \omega }, der (reellen) Amplitude
{\displaystyle A(\omega )={\frac {\frac {F_{0}}{m}}{\sqrt {(\omega _{0}^{2}-\omega ^{2})^{2}+(2\gamma \omega )^{2}}}}\equiv {\frac {1}{\sqrt {(1-\eta ^{2})^{2}+(2\eta D)^{2}}}}\cdot A_{\text{E}}}
und der konstanten Phasenverschiebung gegenüber der anregenden Kraft
{\displaystyle \varphi (\omega )=\arctan \left({\frac {2\omega \gamma }{\omega _{0}^{2}-\omega ^{2}}}\right)\equiv \arctan \left({\frac {2\eta D}{1-\eta ^{2}}}\right).}
Darin ist:
- {\displaystyle A_{\text{E}}={\tfrac {F_{0}}{k}}}: die Amplitude des Erregers, bzw. die Auslenkung bei statischem Einwirken der Kraft {\displaystyle F_{0}}.
- {\displaystyle \eta ={\frac {\omega }{\omega _{0}}}}: die auf die Eigenfrequenz bezogene Erregerfrequenz,
- {\displaystyle D={\frac {\gamma }{\omega _{0}}}}: die auf {\displaystyle \omega _{0}} bezogene, dimensionslose Lehrsche Dämpfung, die oft auch durch den Gütefaktor {\displaystyle Q={\tfrac {1}{2D}}} ausgedrückt wird. Der Gütefaktor hat die Bedeutung, dass er die Zahl der Schwingungen angibt, nach denen (in Abwesenheit einer äußeren Kraft) die Amplitude auf {\displaystyle e^{-\pi }\!\approx 4\,\%} des Anfangswerts abgeklungen ist (nach {\displaystyle {\tfrac {Q}{\pi }}} Schwingungen auf {\displaystyle {\tfrac {1}{e}}\approx 37\,\%}).

Die Abhängigkeit der Amplitude {\displaystyle A} von der Erregerfrequenz {\displaystyle \omega } ist in der Abbildung dargestellt. Sie wird als Resonanzkurve der Amplitude oder Amplitudengang des Systems bezeichnet. Sie hat bei der Resonanzfrequenz {\displaystyle \omega _{\mathrm {R} }={\sqrt {\omega _{0}^{2}-2\gamma ^{2}}}={\sqrt {1-2D^{2}}}\omega _{0}} ein Maximum, falls {\displaystyle \omega _{0}>{\sqrt {2}}\gamma } (gepunktete Linie in der Abbildung). Zur näheren Beschreibung der Phänomene in der Nähe des Maximums des Amplitudengangs siehe den Artikel Resonanz.
Die Phasenverschiebung liegt (bei der hier benutzten Vorzeichenkonvention) für niedrige Erregerfrequenzen {\displaystyle \omega <\omega _{0}} zwischen 0 und 90°. Beim quasistatischen Fall, d. h. sehr langsam variierender Anregung, folgt das System in seiner Schwingung mit einer geringen Verzögerung der Schwingung der erregenden Kraft.
Der Ausdruck für stationäre Schwingung lässt sich hier (für {\displaystyle \omega \ll \omega _{0}}) umformen zu
{\displaystyle X(t)\approx {\frac {1}{k}}\,F(t-\Delta t)},
wobei {\displaystyle \Delta t\approx {\frac {2\gamma }{\omega _{0}^{2}}}} die Verzögerungszeit angibt. Demnach ist bei langsam variierender Kraft die Auslenkung {\displaystyle X(t)} in jedem Moment genau so groß, wie sie bei der kurz vorher einwirkenden Kraft {\displaystyle F(t-\Delta t)} wäre, wenn diese konstant einwirken würde.
Bei {\displaystyle \omega =\omega _{0}} erreicht die Verzögerung genau 90°, so dass Kraft und Geschwindigkeit immer gleichzeitig ihr Vorzeichen wechseln und somit ständig Energie in das schwingende System hineinfließt. Bei dieser Anregungsfrequenz wird die in der Schwingung gespeicherte Energie maximal.
Bei höherer Anregungsfrequenz steigt die Verzögerung weiter an. Bei Anregung weit über der Resonanzfrequenz schwingt das System fast in Gegenphase zur anregenden Kraft.

### Einschwingen aus der Ruhelage
Um die zur Anfangsbedingung „Ruhelage“ {\displaystyle x(0)=0\;;\ {\dot {x}}(0)=0} passende Bewegung zu finden, müssen in der allgemeinen Formel
{\displaystyle x(t)=X(t)+x_{d}(t)}
für die Parameter {\displaystyle A_{0}} und {\displaystyle \varphi _{0}} der gedämpften freien Schwingung {\displaystyle x_{d}(t)} die passenden Werte eingesetzt werden. Im einfachsten Fall wird der Zeitnullpunkt an der stationären Schwingung orientiert und gerade auf einen Nulldurchgang von {\displaystyle X(t)} gelegt. Dann ist:
{\displaystyle X(t)=A(\omega )\;\sin \omega t}.
Die erregende Kraft ist dann durch {\displaystyle F(t)=F_{0}\sin(\omega t+\varphi (\omega ))} gegeben.
Die Anfangsbedingung „Ruhelage“ wird gerade von
{\displaystyle x(t)=A(\omega )\left(\sin \omega t-{\frac {\omega }{\omega _{d}}}e^{-\gamma t}\sin \omega _{d}t\right)}
erfüllt. Dies gibt den vollständigen Bewegungsablauf wieder. Der zweite Term in der Klammer stellt den Einschwingvorgang dar. Sein Beitrag ist bei langsamer Anregung wegen {\displaystyle \omega \ll \omega _{d}} klein oder sogar vernachlässigbar. Er wird mit steigender Anregungsfrequenz {\displaystyle \omega } aber immer bedeutsamer. Bei hochfrequenter Anregung {\displaystyle \omega \gg \omega _{d}} macht er für eine gewisse Zeit den größten Anteil der Bewegung aus, bis der Vorfaktor darin aufgrund der Dämpfung die Bedingung {\displaystyle {\frac {\omega }{\omega _{d}}}e^{-\gamma t}<1} erfüllt.
Im Fall geringer Dämpfung ({\displaystyle \gamma \ll \omega _{d}} bzw. {\displaystyle D\ll 1}) zeigt sich bei Anregungsfrequenzen {\displaystyle \omega } im Bereich der Resonanz ein ausgeprägtes Schwebungsverhalten: Der Oszillator schwingt mit der Mittelfrequenz {\displaystyle {\frac {1}{2}}(\omega +\omega _{d})}, wobei die Amplitude moduliert ist. Sie beginnt bei Null und variiert mit der halben Differenzfrequenz {\displaystyle {\frac {1}{2}}(\omega -\omega _{d})} sinusförmig ansteigend und abfallend. Zunächst „schaukelt die Schwingung sich auf“, bis etwa zur Zeit {\displaystyle t_{A_{\text{max}}}={\frac {\pi }{|\omega -\omega _{d}|}}} das erste Amplitudenmaximum {\displaystyle A_{\text{max}}=A(\omega )\left(1+{\frac {\omega }{\omega _{d}}}e^{-\gamma t_{A_{\text{max}}}}\right)} erreicht wird. Bei schwacher Dämpfung ({\displaystyle \gamma \ll |\omega -\omega _{d}|}) kann {\displaystyle A_{\text{max}}} das Doppelte der Resonanzamplitude {\displaystyle A_{\text{res}}\approx A(\omega _{0})} des eingeschwungenen Zustands erreichen.
Je näher die Erregerfrequenz {\displaystyle \omega } der Eigenfrequenz {\displaystyle \omega _{d}} kommt, desto länger zieht sich das Aufschaukeln hin ({\displaystyle t_{A_{\text{max}}}\rightarrow \infty }). Im Fall der exakten Amplitudenresonanz {\displaystyle (\omega =\omega _{d})} hat der Einschwingvorgang die besonders einfache Form
{\displaystyle x(t)=A(\omega _{d})\left(1-e^{-\gamma t}\right)\sin \omega _{d}t}.
Hierbei nähert sich die Amplitude ohne Überschwingen asymptotisch der stationären Resonanzamplitude an.

### Grenzfall verschwindender Dämpfung
Im theoretischen Idealfall verschwindender Dämpfung ist {\displaystyle \gamma =0}. Von einem Einschwingvorgang, wie er im gedämpften Fall von der abklingenden Eigenschwingung des freien Oszillators herrührt, kann man daher nicht mehr sprechen.

#### Stationäre und allgemeine Lösung außerhalb der Resonanz
Jedoch existiert für sinusförmige periodische Anregung auch hier, sofern {\displaystyle \omega \neq \omega _{0}}, eine wohlbestimmte stationäre Schwingung um die Ruhelage mit der Kreisfrequenz {\displaystyle \omega }, wie sich aus der allgemeinen Formel (s. o.) für {\displaystyle \gamma =0} sofort ergibt:
{\displaystyle X(t)=\left({\frac {\omega _{0}^{2}}{\omega _{0}^{2}-\omega ^{2}}}A_{\text{E}}\right)\cdot \sin \omega t.}
Die Amplitude dieser stationären Schwingung ist bei langsamer Anregung {\displaystyle \omega \ll \omega _{0}} so groß wie die Auslenkung im statischen Fall {\displaystyle A_{\text{E}}}. Bei Annäherung der Resonanz {\displaystyle \omega \rightarrow \omega _{0}} wächst sie über alle Grenzen und fällt zu höherer Frequenz hin wieder, ab {\displaystyle \omega >{\sqrt {2}}\,\omega _{0}} ist sie kleiner als {\displaystyle A_{\text{E}}}.
Unterhalb der Eigenfrequenz ist die stationäre Schwingung mit der Kraft in Phase (Phasenverschiebung {\displaystyle \varphi (\omega )=0^{\circ }}), bei Anregungsfrequenz oberhalb der Eigenfrequenz in Gegenphase ({\displaystyle \varphi (\omega )=180^{\circ }}).
Die allgemeine Lösung der Bewegungsgleichung heißt (immer unter der Voraussetzung {\displaystyle \omega \neq \omega _{0}})
{\displaystyle {x(t)=X(t)+x_{0}(t)=\left({\frac {\omega _{0}^{2}}{\omega _{0}^{2}-\omega ^{2}}}A_{\text{E}}\right)\cdot \sin \omega t+A_{0}\cdot \sin(\omega _{0}t-\varphi _{0})}}.
Die beiden freien Parameter {\displaystyle A_{0}\ ,\varphi _{0}} sind passend zu den Anfangsbedingungen {\displaystyle x(0),\ {\dot {x}}(0)} festzulegen. Außer im Fall {\displaystyle A_{0}=0} ergibt sich eine Überlagerung zweier harmonischer Schwingungen, im Falle {\displaystyle \omega \approx \omega _{0}} also eine Schwebung, die (theoretisch) beliebig lange anhält.

#### Spezielle und allgemeine Lösung in der Resonanz
Eine spezielle Lösung, passend zur Anfangsbedingung {\displaystyle x(0)=0,\ {\dot {x}}(0)=0}, gewinnt man so: In der obigen Formel für den Einschwingvorgang aus der Ruhelage
{\displaystyle x(t)=A(\omega _{d})\left(1-e^{-\gamma t}\right)\sin \omega _{d}t}.
kann man für den Grenzfall {\displaystyle \gamma \rightarrow 0} ersetzen:
{\displaystyle \omega _{d}\rightarrow \omega _{0}\;;\quad A(\omega _{d})\rightarrow {\frac {F_{0}}{2m\omega _{0}\gamma }}\;;\quad 1-e^{-\gamma t}\rightarrow \gamma t}.
Es folgt:
{\displaystyle x(t)={\frac {F_{0}}{2m\omega _{0}}}\cdot t\cdot \sin \omega _{0}t}.
Demnach wächst bei resonanter Anregung aus der Ruhelage die Amplitude proportional zur Zeit an, theoretisch über alle Grenzen. Für die allgemeine Lösung für beliebige Anfangsbedingungen muss zu dieser Formel noch wie oben eine freie Schwingung {\displaystyle x_{0}(t)=A_{0}\cdot \sin(\omega _{0}t-\varphi _{0})} mit passenden Parametern {\displaystyle A_{0}\ ,\varphi _{0}} addiert werden.

### Grenzfall Freies Teilchen
Auch ohne Rückstellkraft kann ein Körper eine periodische Bewegung ausführen, wenn eine äußere Kraft entsprechend auf ihn einwirkt. Beispiele für solche „Schwingungen“ sind das Hin- und Hergleiten oder -rollen eines Gegenstands auf einer Fläche, wenn die Reibung gering ist und die Fläche nicht hinreichend genau horizontal bleibt. Konkret: wenn eine Tasse auf dem Tablett ins Rutschen kommt und man sie durch entgegengesetzte Neigung zur Ruhe bringen will, oder wenn auf einem schwankenden Schiff die Decksladung sich losgerissen hat, oder wenn bei einem Geduldsspiel allein durch Neigen der Spielfläche Kugeln in eine Vertiefung zu dirigieren sind. Die Bewegungsgleichung (in einer Dimension, Bezeichnungen wie oben) ist
{\displaystyle m{\ddot {x}}+c{\dot {x}}=F(t)}.
Sie entspricht der des harmonischen Oszillators mit Eigenfrequenz {\displaystyle \omega _{0}=0}.
Eine periodische Anregung kann z. B. durch abwechselndes Neigen der Fläche realisiert werden. Bei sinusförmiger Anregung gelten die für die erzwungene Schwingung oben dargestellten Aussagen, wobei {\displaystyle \omega _{0}=0} zu setzen ist und daher für die Erregerfrequenz immer {\displaystyle \omega >\omega _{0}} gilt. Aus der Formel für die Amplitude wird so:
{\displaystyle A(\omega )={\frac {\frac {F_{0}}{m}}{\omega {\sqrt {\omega ^{2}+(2\gamma )^{2}}}}}}.
Die Ausschläge werden umso größer, je geringer die Anregungsfrequenz. Die „Resonanzkatastrophe“ {\displaystyle A\rightarrow \infty } tritt mit Sicherheit ein, wenn {\displaystyle \omega \rightarrow 0}. Sie ist durch eine Dämpfung {\displaystyle \gamma >0} nicht zu verhindern.
Die Bewegung ist gegenüber der Kraft verzögert. Die Phasenverschiebung ist gegeben durch
{\displaystyle \varphi (\omega )=\arctan \left(-{\frac {2\gamma }{\omega }}\right)}.
Demnach ist sie bei schwacher Dämpfung ({\displaystyle \gamma \ll \omega }) fast 180° und sinkt für starke Dämpfung ({\displaystyle \gamma \gg \omega }) bis 90°.